# Грабовецька Марія Олександрівна
Марія Грабовецька  (рос. Мария Грабовецкая, 10 квітня 1987) — казахська важкоатлетка.

## Виступи на Олімпіадах
| Олімпіада  | Дисципліна  | Місце                     |
| ---------- | ----------- | ------------------------- |
| Пекін 2008 | понад 75 кг | ( Бронза) дискваліфікація |

У серпні 2015 року розпочалися повторні аналізи на виявлення допінгу зі збережених зразків з Олімпійських ігор у Пекіні 2008 року та Лондоні 2012 року.
Перевірка зразків Марії Грабовецької з Пекіна 2008 року призвела до позитивного результату на заборонені речовини — дегідрохлорметилтестостерон (туринабол), оксандролон та станозолол. Рішенням дисциплінарної комісії Міжнародного олімпійського комітету від 17 листопада 2016 року в числі інших 16 спортсменів вона була дискваліфікована з Олімпійських ігор в Пекіні 2008 року і позбавлена бронзової олімпійської медалі.